# 己連公園
己連公園是加拿大安大略省多倫多的一個社區，位於北約克。它的北邊是羅倫斯路（Lawrence Avenue)，東邊是巴佛士街，南邊是史戴拿路（Stayner Avenue），西邊是加拿大國家鐵路軌道。在1998年大多倫多市合併之前，它是北約克市的一部分。它也被列為更大的約杜-己連公園（Yorkdale-Glen Park）市政社區的一部分。

## 特徵及人口統計
己連公園大多數的住宅可以追溯到1950年代至1960年代，當時地產商完善了平房和後院的統一景觀。己連公園是一個中產階級郊區的磚房社區。當地的購物區包括羅倫斯廣場（Lawrence Plaza），以及德化林街（Dufferin Street）和馬利路（Marlee Avenue）沿線的各種街頭購物區。
己連公園的西部——以德化林街為中心——居住著大量的意大利裔加拿大人。己連公園的東部（通常被稱為英高山［Englemount］）主要是一個正統派猶太社區，靠近巴佛士街。雖然艾倫道（Allen Road）以西的地區被多倫多市認為是約杜-己連公園（Yorkdale-Glen Park）社區的一部分，但艾倫道以東的地區與羅倫斯莊園一起被認為是英高山-羅倫斯（Englemount-Lawrence）社區的一部分。
主要族裔人口（2016年）：
- 52.0%白人（27.4%意大利裔，9.8%葡萄牙裔）
- 9.9%黑人（5.2%牙買加裔）
- 7.5%菲律賓裔
- 6.6%南亞裔（5.2%印度裔）
- 4.8%拉丁裔（不細分民族）

## 教育

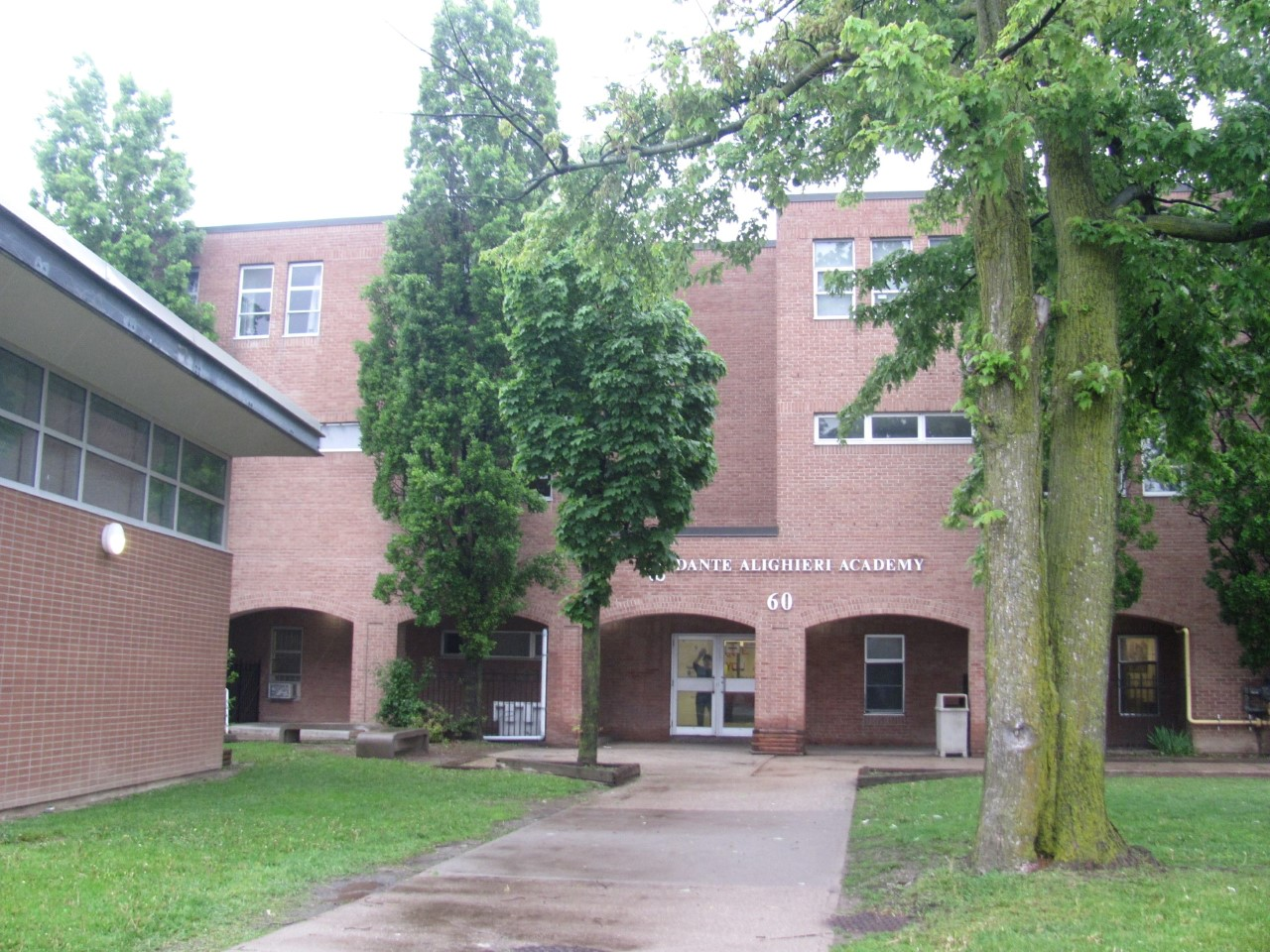
但丁·阿利吉耶里學校（Dante Alighieri Academy）是多倫多天主教教育局的一所天主教中學。

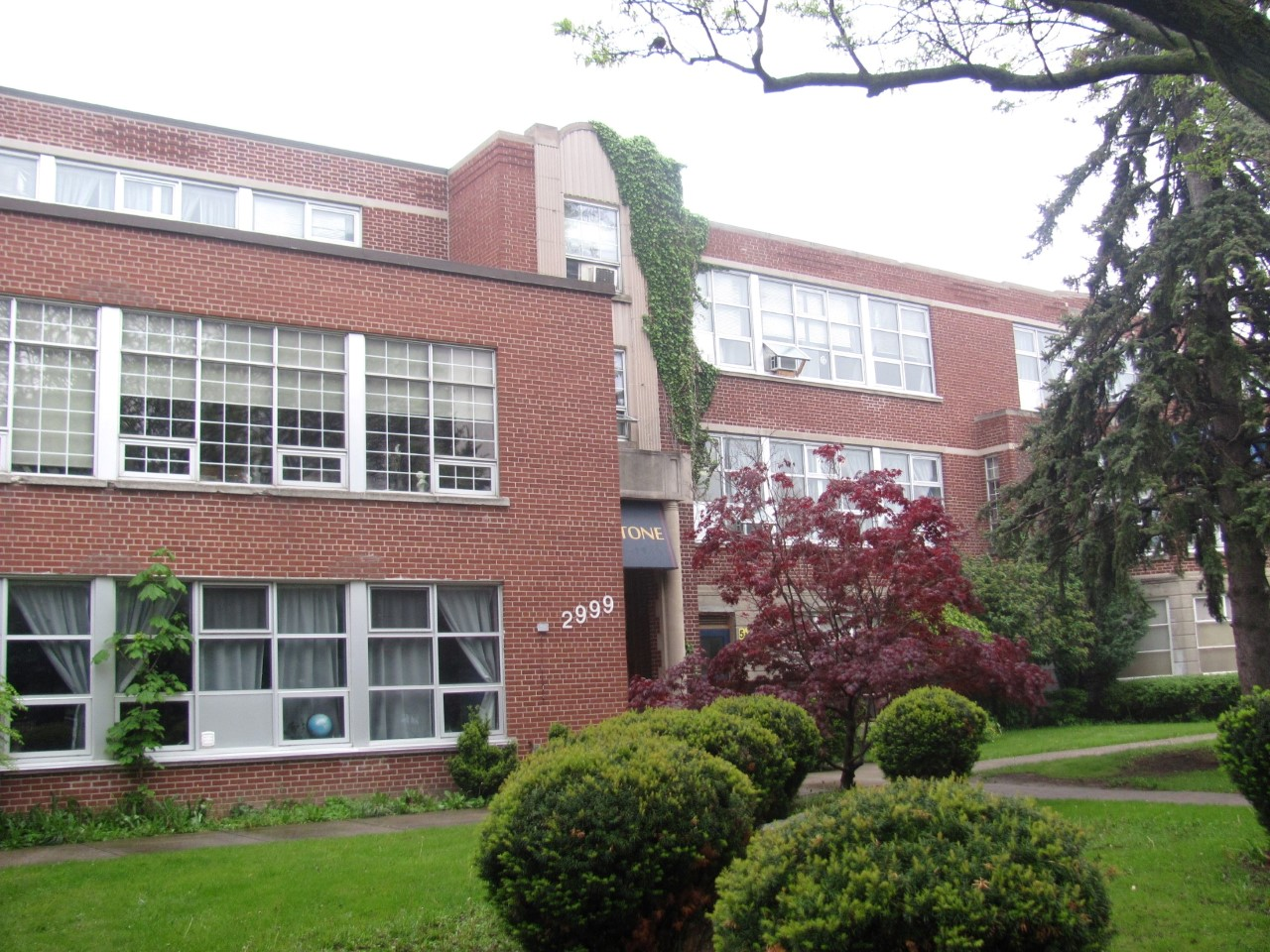
柏臣斯初級中學（C.B. Parsons Junior High School）由北约克教育局成立，校舍現為Fieldstone Day School使用，是加拿大唯一的劍橋私立學校。

己連公園社區有兩個公校教育局運營小學，分別為多倫多天主教教育局（TCDSB）和多倫多公校教育局（TDSB）。附近的公立小學包括：
- 己連公園公立學校（Glen Park Public School） (TDSB)
- 載思公立學校（Joyce Public School） (TDSB)
- 世界之天主教學校（Regina Mundi Catholic School）(TCDSB)
- 聖母升天天主教學校（Our Lady of the Assumption Catholic School）(TCDSB)
- 聖嘉祿天主教學校（St. Charles Catholic School） (TCDSB)
- 葛達二聖天主教學校（Sts. Cosmas and Damian Catholic School）(TCDSB)

多倫多天主教教育局（TCDSB）是唯一一家在社區運營中學的公校教育局，其開設有但丁·阿利吉耶里學校（Dante Alighieri Academy）。多倫多公校教育局（TDSB）在社區沒有開設中學，住在摩寧西（Morningside）社區的TDSB中學生通常於鄰近社區的學校就讀。法語公校教育局維亞蒙德公校局（Conseil scolaire Viamonde）及同為法語教學的Conseil scolaire catholique MonAvenir也為摩寧西社區的居民提供教育，儘管它們不在社區運營學校。CSCM和CSV的學生會於多倫多其他社區的學校就讀。
一所私立學校為社區提供服務，Fieldstone Day School成立於1997年，是加拿大唯一一所為提供幼兒園至12年級教育的劍橋學校。Fieldstone位於前柏臣斯初級中學（C.B. Parsons Junior High School）的校舍，該校舍曾為辛力加學院（Seneca College）約杜（Yorkdale）校區使用。

## 運輸

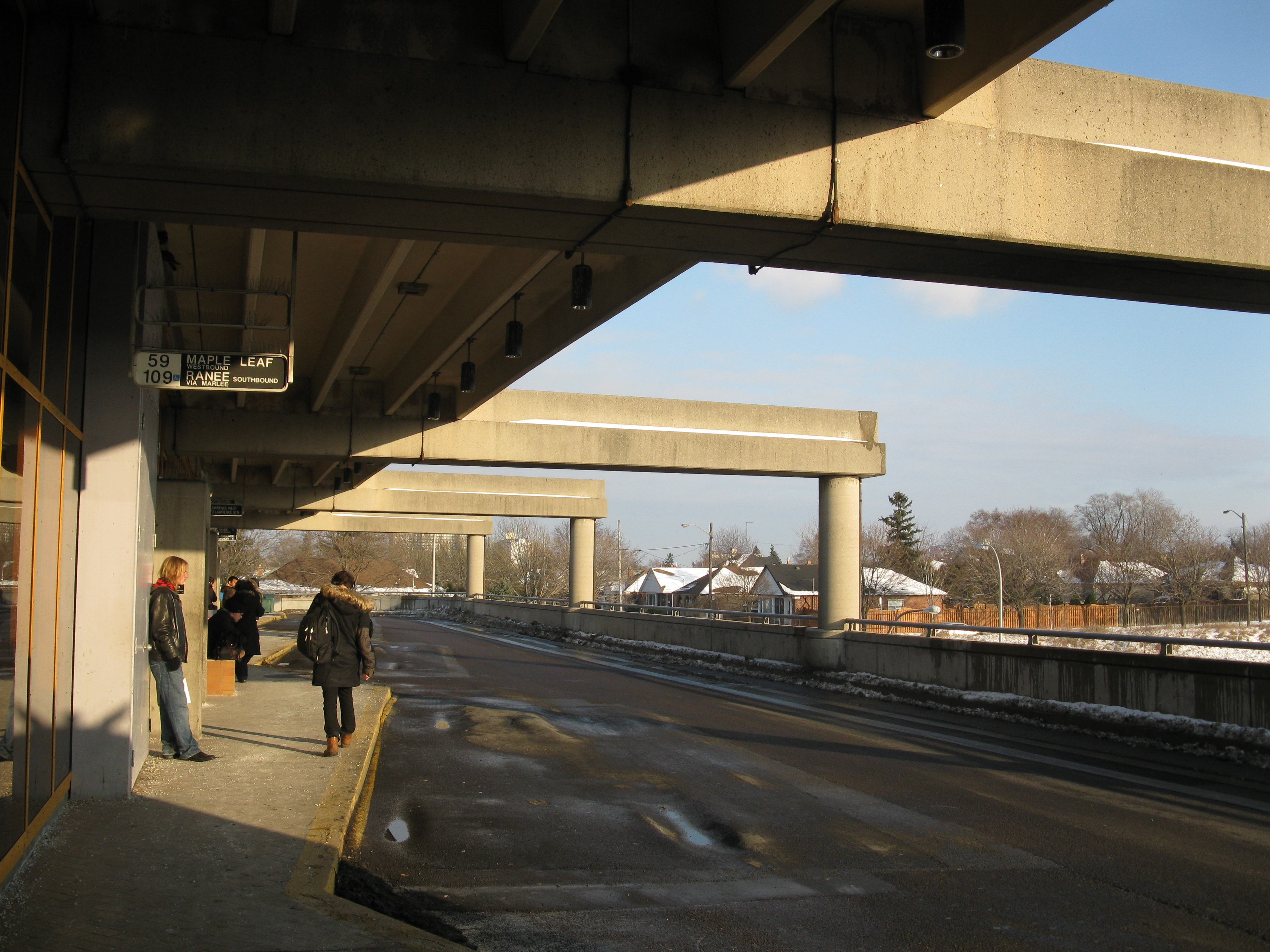
羅倫斯西站是位於己連公園社區的两個多倫多公車局（TTC）地鐵站之一。

己連公園的邊界北至羅倫斯路，東至巴佛士街。穿過該社區的其他主要幹道包括德化林街和艾倫道（Allen Road）。己連公園內的艾倫道路段被用作高速公路。
社區的公共交通由多倫多公車局（TTC）提供，在附近運營多條巴士路線，以及多倫多地鐵的己連堅站和羅倫斯西站這兩個地鐵站。這兩個地鐵站都在央街－大學線（1號線）上。TTC運營的巴士路線包括14號己連堅巴士線（14 Glencairn）、29號德化林巴士線（29 Dufferin）、47號蘭士登巴士線（47 Lansdowne）、52號羅倫斯西巴士線（52 Lawrence West）、59號楓葉巴士線（59 Maple Leaf）及109號蘭尼巴士線（109 Ranee）。

## 外部連結
- 多倫多市政府 - 約杜-己連公園社區簡介